# فومتام ويشاياتشاي
فومتام ويشاياتشاي (بالتايلندية: ภูมิธรรม เวชยชัย) (مواليد 5 ديسمبر 1953)، هو سياسي تايلاندي شغل منصب وزير النقل في حكومة تاكسين الثاني، ونائب رئيس الوزراء ووزير المالية في تايلاند في حكومة سريتا. ويتولى حاليًا منصب رئيس الوزراء بالإنابة بعد إقالة سريتا تافيسين.